# Fernand Widal

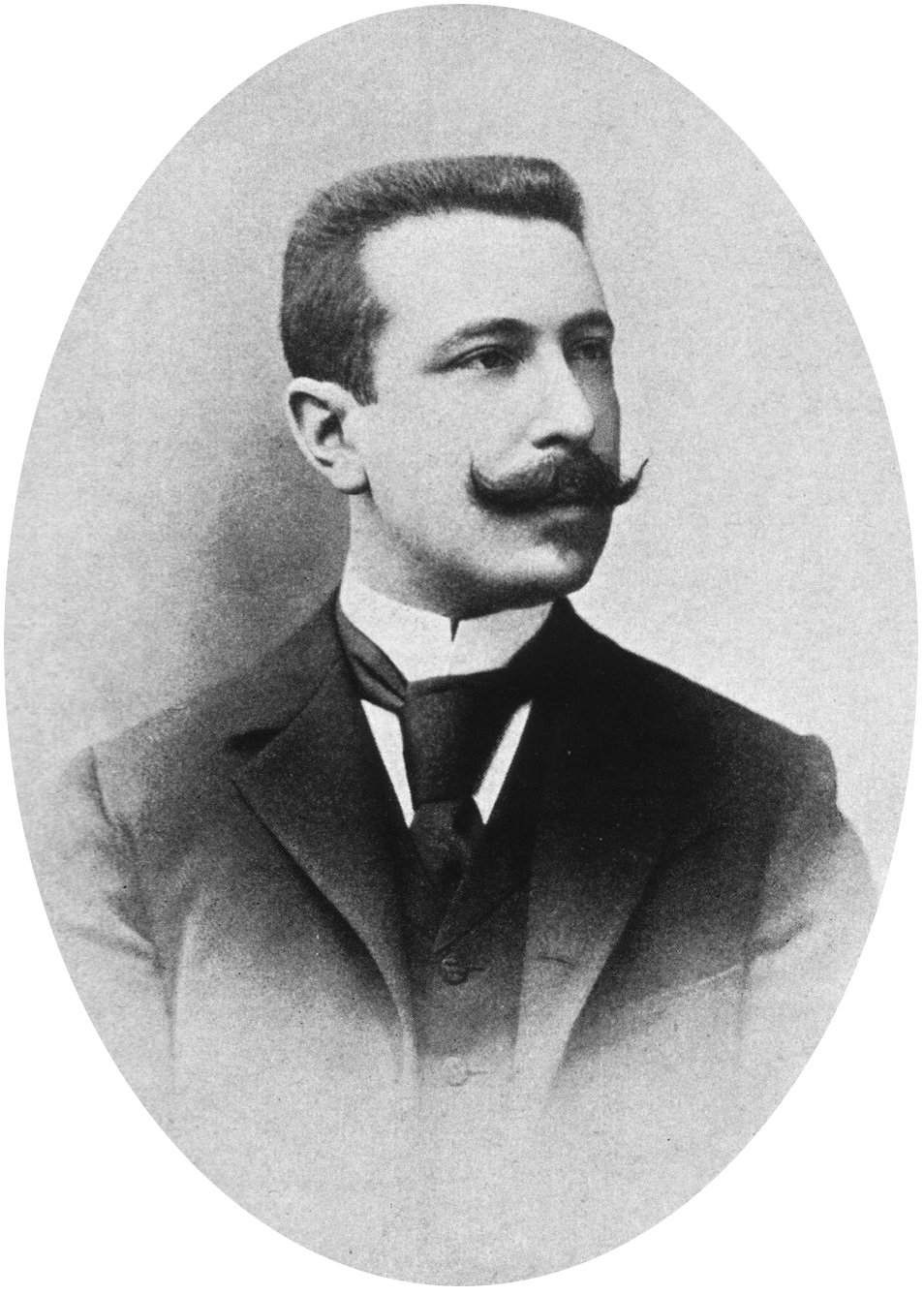
Fernand Widal.

Georges-Fernand Isidore Widal, född 9 mars 1862 i Dellys, Algeriet, död 14 januari 1929 i Paris, var en fransk läkare.
Widal blev medicine doktor 1889 på avhandlingen Étude sur l'infection puerpérale och 1895 professeur agrégé vid medicinska fakulteten i Paris. Han blev 1906 ledamot av Académie de médecine, 1919 av Institut de France och 1922 utländsk ledamot av svenska Vetenskapsakademien.
Han har givit namn åt Widals prov, som är ett test för tyfoidfeber, dessutom var hemolytisk anemi uppkallat efter honom och Georges Hayem, Hayem-Widals syndrom, innan det fick ett modernare namn.